# Parodos Verlag
Der Parodos Verlag ist ein inhabergeführter Buchverlag mit dem Geschäftssitz in Berlin. Der Verlag wurde 2005 von Ulf Heuner gegründet und 2021 von Thomas Müller übernommen.

## Name
Der Parodos (griechisch das Entlangziehen) ist der Singular des Wortes Parodoi, das im altgriechischen Theater die beiden Zugänge bezeichnet, die von rechts und links in die Orchestra führten. Die Zugänge benutzte auch der singende Chor, sodass mit dem Wort Parodos zugleich das Einzugslied des Chores gemeint ist.

## Programm
In den ersten Jahren nach der Gründung bestand das Programm des Verlages aus philosophischer Fachliteratur. Mittlerweile veröffentlicht der Verlag seine Titel auch zu den Fachgebieten Psychiatrie, Psychologie und Psychoanalyse. Auf diesen Gebieten kooperiert der Verlag mit der Berliner Gesellschaft für Philosophie und Wissenschaften der Psyche e. V., deren jährlichen Beiträge seit dem Band IV im Parodos Verlag erscheinen.
Der Verlag hat erstmals im Jahr 2015 als Band 1 ein Jahrbuch für Philosophie und Literaturwissenschaft aufgelegt, das die Sammelbezeichnung Schriftstücke trägt.
Sein Programm stellt der Verlag auf der Leipziger Buchmesse vor. Die Auslieferung der Titel erfolgt über die Gemeinsame Verlagsauslieferung GVA in Göttingen an den Buchhandel.

## Autoren (Auswahl)
Zu den Autoren, deren Werke im Parodos Verlag veröffentlicht werden, gehören u. a.:
- Ekkehart Baumgartner
- Wolfgang Blankenburg
- Kurt Greiner
- Matthias Heitmann
- Ulf Heuner
- Ulrich Holbein
- Edda Kapsch
- Michael Musalek
- Martin Poltrum
- Thomas Raab
- Günter Ropohl
- Paul Scheerbart
- Bernd Schuppener
- Patrick Spät
- Felix Tretter

## Mitgliedschaft
- Freundeskreis der Kurt Wolff Stiftung[1]